# Microzoanthus
Microzoanthus Fujii & Reimer, 2011 è un genere di esacoralli dell'ordine Zoantharia. È l'unico genere della famiglia Microzoanthidae.

## Descrizione
La famiglia comprende zoantari solitari o coloniali, collegati fra di loro da stoloni, con polipi che presentano usualmente massicce incrostazioni di sabbia o altri detriti inorganici nello spessore del loro ectoderma, con disco orale a margini seghettati, e tentacoli lunghi da 2 a 3 volte il diametro del disco orale.

## Biologia
Le specie di questo genere sono prive di zooxantelle endosimbionti.

## Distribuzione e habitat
Il genere è ampiamente diffuso nelle acque tropicali e subtropicali dell'Indo-Pacifico, dal mar Rosso alle isole Galápagos, dal piano intertidale sino ad una profondità di circa 25 m.
Le colonie crescono all'interno di strette fessure della roccia, sulla superficie inferiore delle strutture coralline morte, talora su frammenti di corallo adagiati sui fondali.

## Tassonomia
Il genere comprende le seguenti specie:
- Microzoanthus kagerou Fujii & Reimer, 2011
- Microzoanthus occultus Fujii & Reimer, 2011